# Agrypon niikunii
Agrypon niikunii là một loài tò vò trong họ Ichneumonidae.